# 三地門鄉
22°42′59″N 120°39′16″E / 22.716323°N 120.654330°E

從瑪家禮納里遠眺三地門市區

三地門鄉（排灣語：Tjimur），或山地門鄉，其位於台灣屏東縣北端，為屏東縣的山地鄉之一。北臨高雄市茂林區、六龜區，東鄰霧台鄉，西鄰高樹鄉、鹽埔鄉，南接內埔鄉、瑪家鄉。面積為196.3965平方公里，是屏東縣面積第三大的行政區（僅次於獅子鄉及霧台鄉）。地處山地與平原的交界地帶，多屬丘陵地形，海拔在100~2159公尺之間，有隘寮溪流經鄉境，氣候上屬熱帶季風氣候。居民以台灣原住民排灣族為主，另有部分魯凱族居民（如青葉村），近年來成為熱門的觀光勝地，並被納入茂林國家風景區。

## 歷史
三地門音譯自排灣語 ，意為「住在 Tjimur 的人」，而 Tjimur（或作 Timur）是三地山（清代稱山豬毛山，今三地門鄉南側）南麓的排灣族部落，本意不詳:24。移居此開墾的閩南裔臺灣人以臺語發音稱為山豬毛或山地門，日治時期再將臺語發音轉寫為「 Santimon」:18；1935年，臺灣總督府將三地山的 Tjimur 社、Tjaravacalj 社與 Salaljau 社三個排灣部落就近遷移至西南方的山腳，並規畫為棋盤街道聚落，屬高雄州屏東郡管轄，此即後來狹義的「三地門」，為現今三地部落的前身。戰後初期改設三地盟鄉，由高雄縣管轄，1947年易名為三地鄉，1950年改隸新設之屏東縣，1992年8月更為今名。
三地門鄉歷年所屬行政區列表
| 起訖年份  | 行政區               |
| --------- | -------------------- |
| 1920~1945 | 高雄州屏東郡蕃地     |
| 1945~1947 | 高雄縣屏東區三地盟鄉 |
| 1947~1947 | 高雄縣屏東區三地鄉   |
| 1947~1949 | 高雄縣潮州區三地鄉   |
| 1949~1950 | 高雄縣雄峰區三地鄉   |
| 1950~1992 | 屏東縣三地鄉         |
| 1992~現在 | 屏東縣三地門鄉       |

## 人口
根據屏東縣內埔戶政事務所及屏東縣政府民政處統計，2024年底三地門鄉戶數約2.4千戶，人口約7.7千人，是屏東縣下轄的八個山地鄉中人口最多者。鄉內人口最多與最少的村分別是三地村與馬兒村，2024年底兩村人口分別為1,700人與385人。

## 政治

### 歷任首長
| 屆次 | 姓名                                    | 備註         |
| ---- | --------------------------------------- | ------------ |
| 1    | 歸順義                                  |              |
| 2    | 歸順義                                  |              |
| 3    | 潘順來                                  |              |
| 4    | 謝 貴                                   |              |
| 5    | 江忠雄                                  |              |
| 6    | 江忠雄                                  |              |
| 7    | 歸順智                                  |              |
| 8    | 歸順智                                  |              |
| 9    | 汪金芳                                  |              |
| 10   | 賴定常                                  |              |
| 11   | 賴定常                                  |              |
| 12   | 謝榮祥                                  |              |
| 13   | 謝榮祥                                  |              |
| 14   | 包水生                                  |              |
| 15   | 包水生                                  |              |
| 16   | 許阿桃                                  | 當選無效     |
| 代理 | 曾智勇                                  |              |
|      | 潘勝富                                  | 補選         |
| 17   | 許阿桃                                  | 停職         |
| 代理 | 許重慶                                  |              |
|      | 歸曉惠                                  | 補選（停職） |
| 代理 | 韓志寬                                  |              |
| 18   | 車牧勒薩以·拉勒格安 Cemelesai Ljaljegan |              |
| 19   | 曾有欽                                  | 現任         |

### 鄉政組織
三地門鄉公所是三地門鄉最高層級的地方行政機關，在中華民國政府架構中為鄉自治的行政機關，同時負責執行縣政府及中央機關委辦事項。三地門鄉的自治監督機關為屏東縣政府。鄉長由全體鄉民直接選舉產生，任期為四年，可連選連任一次。三地門鄉公所並置鄉政會議，為鄉政最高決策機構，在鄉長之下，設有5課3室1會等9個內部單位及5個附屬機關。
三地門鄉民代表會是三地門鄉的最高民意機關，代表三地門鄉全體鄉民立法和監察鄉政。鄉民代表由公民直選選出，任期為四年，可連選連任。三地門鄉民代表會共有7位鄉民代表，分別為第一選區3席鄉民代表、第二選區4席鄉民代表，主席、副主席由7位鄉民代表互選產生。
三地門鄉為屏東縣議會第九選區，在屏東縣議會53席縣議員中，三地門鄉共選出1席縣議員。

### 行政區劃
- 青葉村：
  - 青葉部落（Talamakau / Aoba，阿烏）
- 青山村：
  - 青山部落（Cavak / Tjevasavasai，沙磨亥）
- 安坡村：
  - 安坡部落（Djineljepan / Ljinglipan，紅目仔）
- 馬兒村：
  - 馬兒部落（Valjulu）：1967年遷至現址。
- 口社村：
  - 口社部落（Sagaran，莎卡蘭）
- 賽嘉村：
  - 賽嘉部落（Tjailjaking / Sakae，榮社）
- 三地村：鄉行政中心
  - 三地門部落（Timur / Tjimur，地磨兒）
- 大社村：
  - 大社部落（Paridrayan，達瓦蘭）：2010年遷至瑪家鄉禮納里（Rinari）。
- 德文村：2010年所轄三部落部分遷至長治百合園區。
  - 北巴部落（Tjesepayuan，上排灣）
  - 嘟估甫了部落（Tjukuvulj，德文）
  - 金大露安部落（Kingdalruwane / Kinidjaluan，金斜路灣）
- 達來村：
  - 達來部落（Tjavatjavang，達瓦達旺）：1989年遷至現址，2010年部分復遷至長治百合園區。

| 三地門鄉行政區劃                                                                   |
| 青 葉 村 青山村 大 社 村 安坡村 馬兒村 德文村 口社村 賽嘉村 三地村 達 來 村 大社村 |

## 公共服務

### 警政治安
- 屏東縣政府警察局里港分局
  - 三地門分駐所
  - 青山派出所
  - 口社派出所
  - 德文派出所

### 消防
- 屏東縣政府消防局第一大隊
  - 三地門分隊

## 教育

### 國民小學
- 屏東縣三地門鄉地磨兒國民小學
  - 屏東縣三地門鄉地磨兒國民小學德文分校
- 屏東縣三地門鄉青葉國民小學
- 屏東縣三地門鄉口社國民小學
- 屏東縣三地門鄉青山國民小學
- 屏東縣三地門鄉賽嘉國民小學

## 交通

### 公路
省道
- 台24線
  - 霧台谷川大橋

縣道
- 縣道185號（沿山公路）

鄉道
- 屏7線
- 屏29線
- 屏31線

## 旅遊景點
| - 山川琉璃吊橋 - 交通部觀光署茂林國家風景區 - 賽嘉航空運動公園 - 賽嘉樂園 - 三教寶宮 - 三地門鄉公所原住民文化館 - 德萊公園 - 霧台谷川大橋 - 屏東賽嘉滑翔飛行場 | - 大津山 - 尾寮山 - 黛娥娜神池 - 矢野先生之碑 |

## 特產
- 番薯
- 小米
- 芋頭
- 鳳梨
- 芒果
- 琉璃珠

## 外部連結
- 三地門鄉公所（页面存档备份，存于）
- 茂林國家風景區（页面存档备份，存于）